# Fiasko
Als Fiasko (von italienisch fiasco, eigentlich „Flasche“) bezeichnet man einen Fehlschlag oder Misserfolg.

## Etymologie

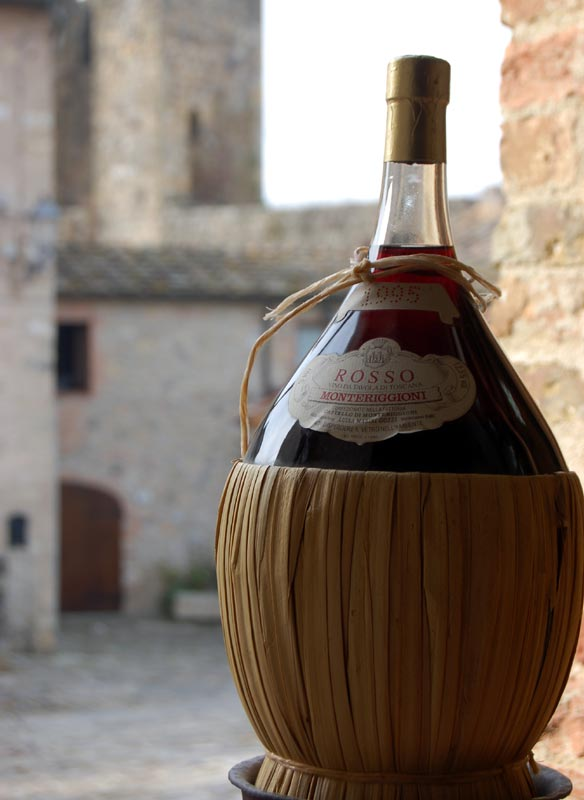
Ein fiasco Rotwein

Fiasco bezeichnet im Italienischen ursprünglich und auch heute noch eine dickbauchige Weinflasche. Das Wort ist mit dem deutschen Wort „Flasche“ (althochdeutsch flazkâ) verwandt. Die Bedeutung „Misserfolg“ ist seit dem 18. Jahrhundert nachweisbar und entstammt dem Fachjargon des Theaters: fiasco nannten Schauspieler und ihre Kritiker ein Stück, das dem Publikum nicht gefiel oder eine missratene Aufführung. In dieser speziellen, theatralischen Bedeutung wurde das Wort – vermutlich über die Vermittlung des Französischen – gegen Anfang des 19. Jahrhunderts ins Deutsche entlehnt und etwa von E. T. A. Hoffmann (1819) und Heinrich Heine (1837) gebraucht, zunächst oft in der festen, heute indes veralteten Wendung „Fiasko machen“, die italienisch far fiasco („beim Publikum durchfallen“, wörtlich „Flasche machen“) entspricht. Schon bald verbreitete sich der Begriff über den Theaterbetrieb hinweg und ist heute in der Gemeinsprache verankert, als Synonym zu „Fehlschlag, Misserfolg, Zusammenbruch“ oder den ebenfalls erst im 19. Jahrhundert ins Deutsche entlehnten Begriffen „Debakel“ und „Desaster“. Als Fremdwort findet sich fiasco so heute in vielen weiteren Sprachen, so etwa im Englischen und Russischen.
Die Frage, wie die Bedeutungserweiterung von „Flasche“ zu „Misserfolg“ zu erklären ist, ist umstritten. Möglicherweise liegt der Doppelbedeutung des italienischen Wortes der gleiche Gedanke zugrunde wie der abschätzigen Verwendung von „Flasche“ (oder anderen Hohlkörpern) im Sinne von „Versager, Trottel“ im Deutschen. Denkbar ist auch, dass Onomatopoesie dabei eine Rolle spielte. Zum Vergleich bietet sich das sinnverwandte und klanglich nicht unähnliche Wort „Flop“ an, das lautmalerisch das Geräusch eines dumpfen Aufpralls imitiert.
Kaum haltbar ist nach Einschätzung von Anatoly Liberman die häufig kolportierte Theorie, dass der Ausdruck ursprünglich aus dem Glasbläserhandwerk stamme, mutmaßlich aus Murano; misslang der Versuch, ein kunstvolles Glasgefäß herzustellen, taugte das Ergebnis nur noch dazu, daraus eine Flasche zu machen. Für unwahrscheinlich hält Liberman auch einen Zusammenhang mit dem Flaschentragen, einer mittelalterlichen Ehrenstrafe, bei der dem Verurteilten zur öffentlichen Demütigung Ketten mit Flaschen oder flaschenförmigen Schandsteinen angelegt wurden.